# 卡坦杜瓦
21°8′16″S 48°58′22″W / 21.13778°S 48.97278°W

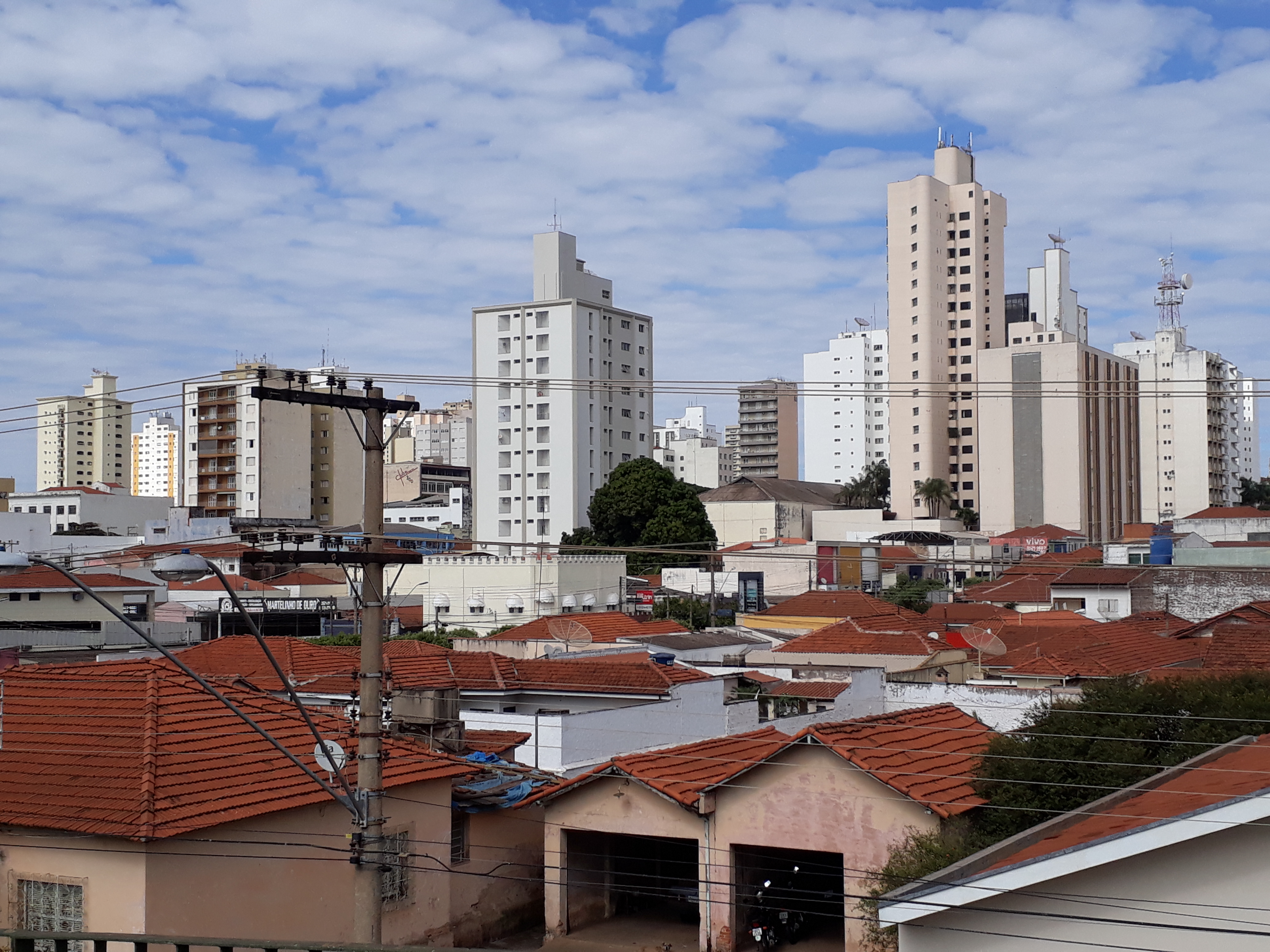
卡坦杜瓦

卡坦杜瓦（葡萄牙語：Catanduva）是巴西的城鎮，位於該國南部，由聖保羅州負責管轄，始建於1918年4月14日，面積291平方公里，海拔高度503米，2013年人口118,209，人口密度每平方公里406.78人。